# قوری‌چای (رود)

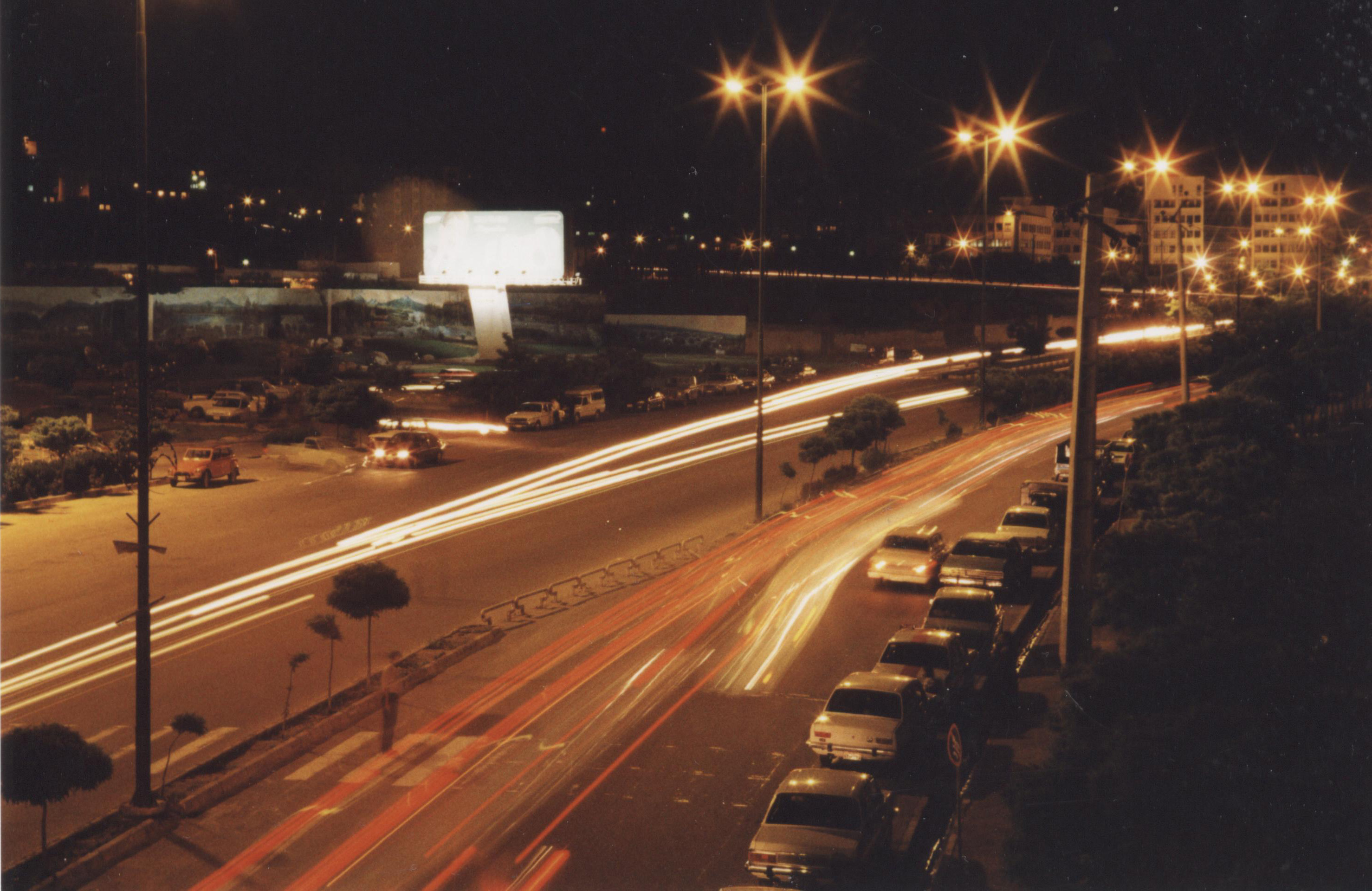
چای‌کنار در شب

قوری‌چای رودی است در استان آذربایجان شرقی که در شمال شرقی مرکز تبریز به تلخه رود می‌ریزد.
پل سنگی از جمله پل‌هایی است که بر روی این رود ساخته شده‌است.همچنین بزرگراهی به نام چای‌کنار در کناره‌های این رود ساخته شده که از میانه شهر می‌گذرد و شرق و غرب شهر را به هم متصل می‌کند.
نام قوری‌چای به معنای رود خشک است. در اواخر قرن چهارده آب این رود آلوده و غیرقابل نوشیدن بوده‌است.